# محمود أبو الفتح
محمود أحمد أبو الفتح (أغسطس 1893 ـ 15 أغسطس 1958) هو صحفي مصري، وقد نشأ في بيئة محافظة بمدينة الزقازيق كان يمتلك جريدة المصري. وهو أول نقيب للصحفيين المصريين عند إنشاء نقابتهم سنة 1941.

## تعليمه
هو محمود أحمد بك أبو الفتح. تخرج أبو الفتح في كلية الحقوق بجامعة فؤاد الأول، وأدّى اندماجه في العمل الوطني وتأييده للوفد وزعيمه سعد زغلول إلى فصله من الكلية عدة مرات، ولم يعُد إلى الكلية إلا بعد تعهّد من والده الشيخ أحمد أبو الفتح أستاذ الشريعة الإسلامية في الكلية ذاتها.

## عمله بالأهرام
بعد تخرّج محمود أبو الفتح في كلية الحقوق، التحق بالعمل مراسلًا وكاتبًا بجريدة «وادي النيل»، التي كانت تصدر بالإسكندرية براتب شهري قدره جنيه ونصف الجنيه. وقد كان لأسلوب محمود أبو الفتح الجديد التحرير الصحفي الفضل في سعي صاحب جريدة الأهرام إلى تعيينه بها. كان أسلوب أبي الفتح أسلوبًا صحفيًا حديثًا، خاليًا من الطابع الأدبي والبلاغة التقليدية التي كانت تطبع الكتابة الصحفية آنذاك.
كان من انفرادات أبي الفتح الصحفية إبّان عمله مراسلًا للأهرام ركوبه منطاد زيبلن الألماني في رحلته الأولى، التي كانت رحلة تاريخية تابعها العالم، وكان أبو الفتح واحدًا من ثلاثة صحفيين شاركوا في هذه الرحلة، وقد انفردت الأهرام بنشر تغطيته الصحفية لهذا الحدث، وبعد أسابيع قليلة جاء انفراده الصحفي التالي، وهو تغطيته لاكتشاف مقبرة توت عنخ آمون، وانفراد الأهرام ـ عن طريقه ـ بنشر هذا الخبر وتفاصيله.
في فبراير 1919 ـ قبيل اندلاع ثورة 1919 ـ اقترح أبو الفتح على سعد زغلول أن يُترجَم كل ما ينشر عن مصر والقضية المصرية في الصحف الأجنبية مصر، مع الرد على ما فيها من أكاذيب وإرسال الردود إلى نفس الصحف بالخارج باللغتين الإنجليزية والفرنسية، مع نشر هذه الأكاذيب والرد عليها في الأهرام أيضًا، فتحمّس سعد زغلول للاقتراح وطالبه بتنفيذه فورًا.
وفي نفس الشهر، انفرد أبو الفتح بإجراء حديث مطوّل مع اللورد ألنبي، أنكر فيه ألنبي كل حقوق مصر، وقد أثار هذا الحديث ردود فعل واسعة. ثم سافر أبو الفتح مع سعد زغلول إلى أوروبا مستشارًا إعلاميًا للوفد المصري، إلى جانب تغطيته أخبار مفاوضات الوفد في لندن لحساب جريدة الأهرام في رسالة صحفية مطولة كان يرسلها بشكل يومي. ويروى في هذا الشأن أن «الأهرام» كان يرسل له من المال ما يكاد يكفي لغذائه وتنقلاته وبرقياته، لذا نام أبو الفتح في محطة سكة حديد لندن، بعد أن استأذن السلطات، وما إن نشرت إحدی المجلات هذا الخبر حتى باع أبوه الشيخ أحمد أبو الفتح أحد فدادينه الإثني عشر في قرية الشهداء بمديرية المنوفية وأرسل له ثمن الفدان.
وقد ألّف أبو الفتح بعد عودته من رحلته مع الوفد المصري كتابًا عنوانه «المسألة المصرية والوفد»، طلبه جمال عبد الناصر فيما بعد لقراءته أثناء مفاوضاته مع الإنجليز قبل توقيع المعاهدة معهم، وظل الكتاب في مكتبة عبد الناصر حتى وفاته.

## تأسيس جريدة المصري
بعد وفاة داوود بركات رئيس تحرير الاهرام، اتجهت التوقعات إلى محمود أبو الفتح كأبرز المرشحين لرئاسة تحرير الأهرام، غير أن أصحاب الجريدة ـ الذين كانوا ضد رئاسة المصريين لتحرير جريدتهم ـ عيّنوا أنطون الجميل رئيسًا للتحرير، مما جعل محمود أبو الفتح يفكر في إنشاء جريدة المصري، وقد شاركه في إنشائها الصحفيان البارزان محمد التابعي وكريم ثابت، رفيقاه في المكتب ذاته بجريدة الأهرام. فاستقال ثلاثتهم من الأهرام، وباع الشيخ أحمد أبو الفتح فدانين آخرين من فدادينه، دفع ابنه بثمنهما حصته في الجريدة، كما وضع التابعي وكريم ثابت مدخراتهما في مشروع الجريدة الجديدة، التي صدرت سنة 1936، وكانت ندًا قويًا للأهرام، ولم يلبث التابعي أن باع حصته في الجريدة لحزب الوفد وتفرّغ لمجلته الأسبوعية «آخر ساعة»، ثم عَيّن الملك فاروق كريم ثابت مستشارًا صحفيًا له، فاضطر ثابت إلى بيع حصته لأبي الفتح، ثم اشترى أبو الفتح حصة الوفد التي أخذها من التابعي، فصار أبو الفتح المالك الوحيد للجريدة.
اهتم أبو الفتح في جريدته بالشكل الصحفي الجذاب وأسلوب التحرير العصري، وكتب في افتتاحية العدد الأول بعد استقلاله بالجريدة:
| محمود أبو الفتح | هذا هو عصر الاختزال والسرعة والوصول إلى الهدف من أقصر طريق. عصر الأخبار ثم الأخبار ثم الأخبار ودائما الأخبار. فلن تجدوا في المصري صفحة كاملة عن "أيهما أفضل: البحتري أم أبو تمام؟". كلاهما عندنا رجل فاضل نرضى أن نقرأ على روحه الفاتحة، ولكننا لن نقرأ له سبعة أعمدة . | محمود أبو الفتح |

قبل جريدة المصري، كانت الصحف والمجلات المصرية تهتم بالشعر والأدب والمطولات، حتى تبنتّت «المصري» أسلوبًا جديدًا في الصحافة اليومية. كان الأخبار تأتي في المقدمة ثم الرأي والرأي الآخر بأقلام المفكرين والسياسيين بأسلوب سهل بسيط.
واصل أبو الفتح انفراداته الصحفية بعد تأسيسه جريدة المصري، فقام بتغطية أحداث الحرب العالمية الثانية من خط النار، وصار ثالث صحفي يُسمح له بالدخول إلى خط ماجينو في فرنسا.
رغم توجهات أبي الفتح وأسرته الوفدية، لم يجعل جريدته حزبية بالمعني الضيق، بل عارض الوفد فيما كان يرى أنه انحراف عن جادة الصواب. وكان كُتّاب الجريدة يمثلون مختلف الاتجاهات والمدارس والأجيال، ومنهم عبد الرحمن الشرقاوي ويوسف إدريس وعبد الرحمن الخميسي ومحمود عبد المنعم مراد ولطفي الخولي وعبد العظيم أنيس وسعد مكاوي وحسن فؤاد ومحمود بيرم التونسي وزكريا الحجاوي ورسّام الكاريكاتير رخا.

## شركة الإعلانات الشرقية
اشترى أبو الفتح شركة الإعلانات الشرقية من أصحابها اليهود، وكانت هذه الشركة تصدر عدة صحف بالإنجليزية والفرنسية، منها «لا بورص إجبسيان» و«لو بروجريه إجبسيان» و«الإجيبشيان جازيت» و«الإجيبشيان ميل».

## نقابة الصحفيين
كان أبو الفتح صاحب فكرة إنشاء نقابة للصحفيين سنة 1941، ولما اشترطت الحكومة للموافقة توفير مقر مناسب للنقابة، تبرّع أبو الفتح بشقته في عمارة الإيموبيليا ليجعل منها مقرًا، وأجمع الصحفيون على انتخابه أول نقيب للصحفيين في مصر.

## تعطيل الجريدة ومحاكمة أبي الفتح
بعد قيام حركة الضباط في يوليو 1952 (ثورة يوليو) قامت بتعطيل جريدة المصري ومصادرة كل ممتلكات محمود أبو الفتح وأسرته، حتى فيللا والده في شارع أحمد حشمت بالزمالك، التي تحوّلت إلى مدرسة إعدادية، وكان ذلك بسبب موقف أبي الفتح وجريدته المؤيد للديمقراطية وعودة الجيش إلى ثكناته أثناء أزمة مارس 1954.
حوكم محمود أبو الفتح وحسين أبو الفتح أمام محكمة الثورة برئاسة قائد الجناح عبد اللطيف البغدادي وعضوية البكباشي وأنور السادات وقائد الأسراب حسن إبراهيم. كانت تهمة الأخوين أنهما «أتيا أفعالًا ضد سلامة الوطن ومن شأنها إفساد أداة الحكم». كانت تهمة محمود أبو الفتح أنه «في غضون سنة 1954 وما قبلها... قام بدعايات واتصالات في الخارج ضد نظام الحكم القائم بقصد تقويض النشاط القومي للبلاد وأغرى موظفًا عموميًا بطرق غير مشروعة على المساهمة في إتمام صفقة تجارية لمصلحته الذاتية».
صدر الحكم بسجن محمود أبي الفتح ـ الذي كان متغيبًا بأوروبا ـ عشر سنوات ومصادرة 358,438 جنيهًا من أمواله، ومعاقبة حسين أبي الفتح بالحبس خمسة عشر سنة مع إيقاف التنفيذ. وطبقًا لهذا الحكم عُطّلت جريدة المصري منذ يوم 5 مايو 1954.

## حياته الخاصة
كان أبو الفتح معروفًا بأنه «أشهر عازب في الصحافة المصرية»، وعندما سُئِل عن سبب عدم زواجه قال: عملي في الليل والزواج لا يتفقان، ويجب أن يكرس الزوج أكبر وقت ممكن لزوجته وحياته الأسرية، ونحن معشر الصحفيين لا نصلح للزواج.

## وفاته
توفي محمود أبو الفتح في مدينة جنيف السويسرية في 15 أغسطس 1958، عن خمسة وستين عامًا، ورفض عبد الناصر أن يُدفن في مصر خشية أي مردود شعبي خلال الجنازة والعزاء، فطلب الرئيس التونسي الحبيب بورقيبة من سويسرا نقل جثمان أبي الفتح إلى تونس لدفنه في مقبرة بُنيت خصيصًا له، وشُيع أبو الفتح إلى مثواه الأخير في موكب جنائزي مهيب تقدّمه بورقيبة ووزراؤه وعدد من كبار المسؤولين التونسيين والعرب.

## من مؤلفاته
- مع الوفد المصري[1]
- المسألة المصرية والوفد[1]